# AA Francana

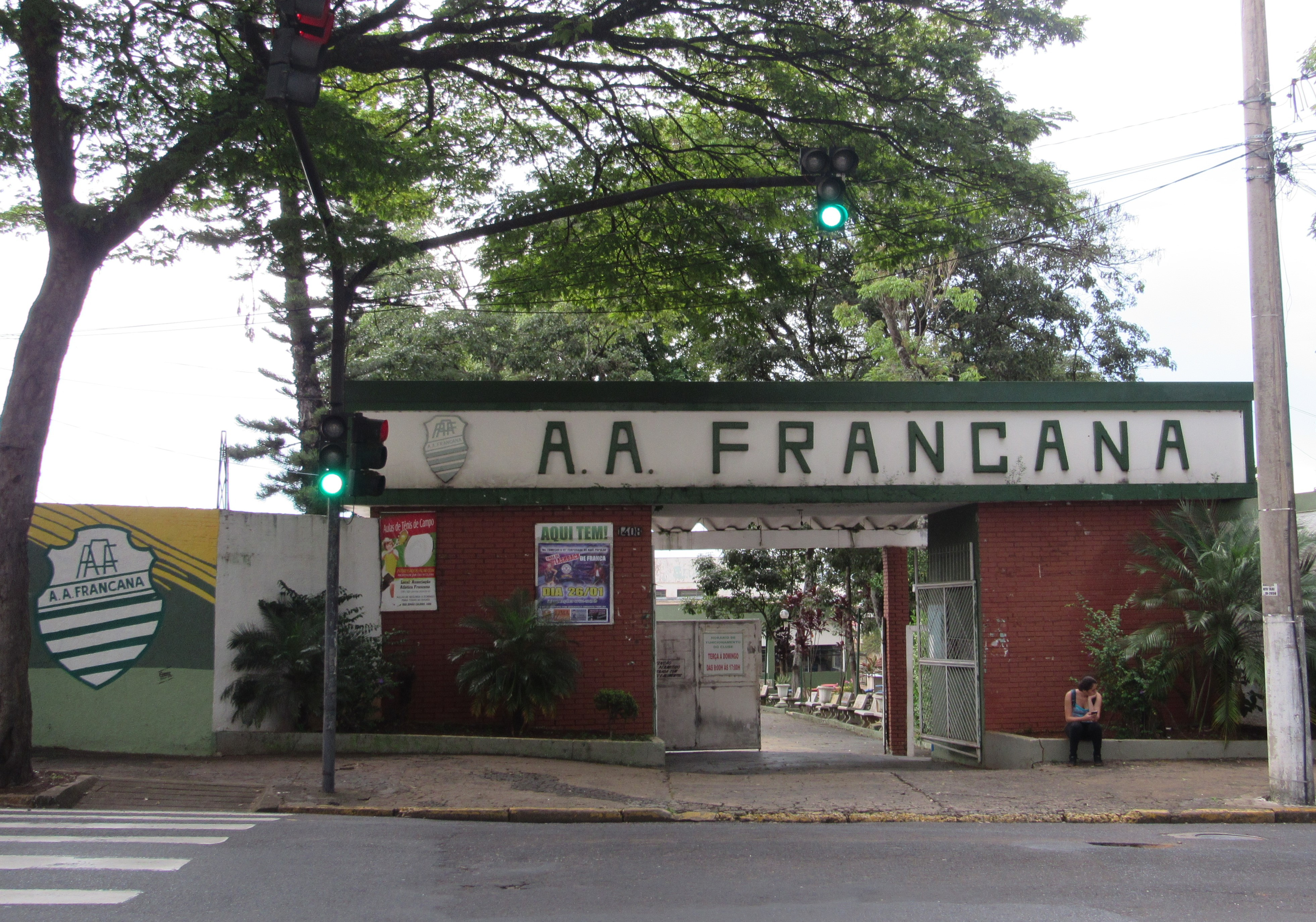
Eingang zum Vereinsstadion

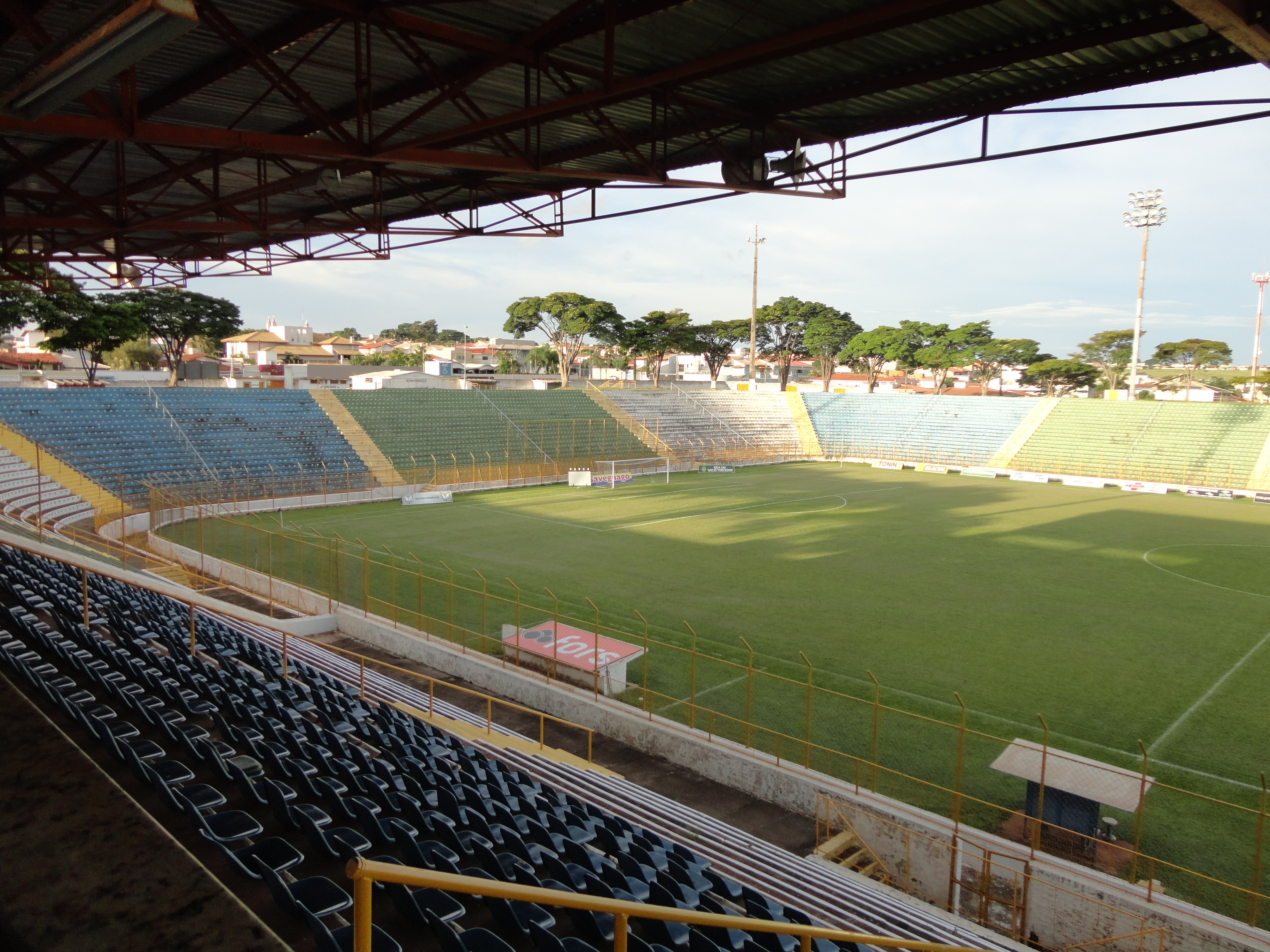
Heimstadion Jose Lancha Filho.

Die Associação Atlética Francana, mit AA Francana abgekürzt, ist ein brasilianischer Fußballverein aus Franca im Bundesstaat São Paulo.

## Geschichte
Die AA Francana gründete sich am 12. Oktober 1912. Lange Zeit spielte der Klub im unterklassigen Bereich der Staatsmeisterschaft von São Paulo. 1977 stieg die Mannschaft als Meister der zweithöchsten Spielklasse erstmals auf und spielte anschließend bis 1982 in der obersten Liga der Staatsmeisterschaft. Auf Bundesebene war der größte Erfolg die Teilnahme an der Série C, in der der Klub in den 1990er Jahren mehrere Spielzeiten antrat.